# 社会学研究科
社会学研究科（しゃかいがくけんきゅうか、英称：The Graduate School of Social Sciences）は、大学院の研究科の一つ。修士課程および博士課程（あるいはそれに相当する課程）で社会学を教育研究することを目的としている。詳細は社会学部を参照。
一般的に得られる学位は、修士（社会学）、博士（社会学）であるが、修士（社会科学）、博士（社会科学）、修士（学術）、博士（学術）などのケースもある。

## 社会学研究科を置く大学
国立大学
- 一橋大学大学院社会学研究科

公立大学
- なし

私立大学
- 東京国際大学
- 東洋大学
- 立教大学大学院社会学研究科
- 法政大学大学院社会学研究科
- 慶應義塾大学大学院社会学研究科
- 明治学院大学
- 龍谷大学
- 同志社大学
- 佛教大学
- 立命館大学
- 桃山学院大学
- 関西学院大学
- 奈良大学
- 吉備国際大学
- 四国学院大学
- 松山大学

## 社会学研究科と類似する研究科名称
- 群馬大学大学院社会情報学研究科
- 広島大学大学院 社会科学研究科
- 東洋大学大学院 福祉社会デザイン研究科
- 広島国際学院大学大学院 現代社会学研究科
- 長崎国際大学大学院 人間社会学研究科
- 大分大学大学院 福祉社会科学研究科
- 鹿児島国際大学大学院 福祉社会学研究科

## 社会学を専攻できる他の研究科名称
- いわき明星大学大学院 人文学研究科 社会学専攻
- 上智大学大学院 総合人間科学研究科 社会学専攻
- 日本大学大学院文学研究科 社会学専攻
- 駒澤大学大学院 人文科学研究科 社会学専攻
- 中央大学大学院 文学研究科 社会学専攻
- 大谷大学大学院 文学研究科 社会学専攻
- 広島修道大学大学院 人文科学研究科 社会学専攻
- 東京女子大学大学院 文学研究科 社会学専攻（2012年度より募集停止）

## 社会学を包摂している他の研究科名称
- 東京大学大学院 人文社会系研究科 社会文化研究専攻 社会学研究室
- 東京大学大学院 総合文化研究科 国際社会科学専攻
- 東京農工大学大学院 農学府 共生持続社会学専攻
- 名古屋大学大学院 環境学研究科 社会環境学専攻
- 甲南大学大学院 人文科学研究科 応用社会学専攻